# Jean Lannes (Mathematiker)
Jean E. Lannes (* 21. September 1947 in Pauligne) ist ein französischer Mathematiker, der sich mit algebraischer Topologie, speziell der  Homotopietheorie, beschäftigt.

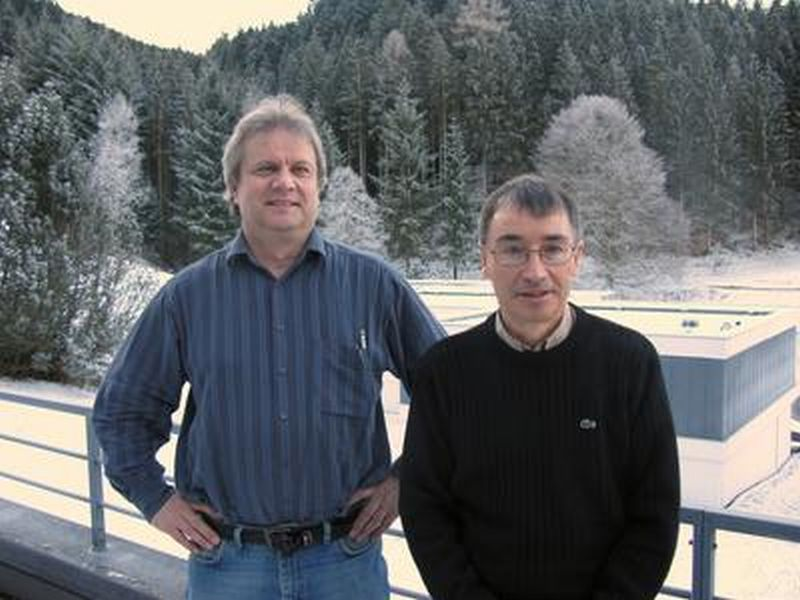
Hans-Werner Henn (links) und Jean Lannes in Oberwolfach 2009

Lannes promovierte 1975 an der Universität Paris-Süd (Univ. Paris XI) in Orsay. Danach war er dort und an der Universität Paris-Diderot (Univ. Paris VII) Professor. Zurzeit (2009) ist er Professor an der École polytechnique und Direktor des Centre de Mathématiques Laurent Schwartz (CMLS). Er war als Gastwissenschaftler unter anderem am Institute for Advanced Study (1979/80) und am Massachusetts Institute of Technology (MIT).
Lannes beschäftigte sich unter anderem mit der Homotopietheorie klassifizierender Räume von Gruppen. Er bewies Mitte der 1980er Jahre die verallgemeinerte Sullivan-Vermutung (die auch unabhängig von Gunnar Carlsson und Haynes Miller bewiesen wurde). Dabei spielte auch die mod p-Kohomologie der klassifizierenden Räume bestimmter endlicher Gruppen (elementare abelsche p-Gruppen, für diese war die verallgemeinerte Sullivan Vermutung formuliert) eine wichtige Rolle. Die Verbindung von der Kohomologietheorie dieser endlichen Gruppen zu der klassifizierender Räume von Gruppen wird in der Theorie von Lannes beleuchtet. Ein von ihm eingeführter „T-Funktor“ spielt hier eine wichtige Rolle. Lannes leitete damit eine wichtige Entwicklung der algebraischen Topologie in den 1980er Jahren. Mitarbeiter waren dabei unter anderem Lionel Schwartz und Hans-Werner Henn.
Lannes beschäftigte sich auch mit den Knoteninvarianten von Vassiliev.
Er war Invited Speaker auf dem Internationalen Mathematikerkongress (ICM) 1994 in Zürich (Applications dont la source est un classifiant).
Zu seinen Doktoranden gehört Fabien Morel.

## Schriften
- Sur la cohomologie modulo p des p-groupes abeliennes elementaires. In: Elmer Rees, John D. S. Jones (Hrsg.): Homotopy Theory. Proceedings of the Durham Symposium 1985 (= Lecture Note Series. 117). Cambridge University Press, Cambridge u. a. 1987, ISBN 0-521-33946-4, S. 97–116.
- Cohomology of groups and function spaces. Preprint 1986 (nicht veröffentlicht).
- mit Lionel Schwartz: A propos de conjectures de Serre et Sullivan. In: Inventiones Mathematicae. Bd. 83, 1986, S. 593–604.
- mit Saïd Zarati: Sur les U-injectifs. In: Annales Scientifiques de l'École Normale Supérieure. Serie 4, Bd. 19, Nr. 2, 1986, S. 303–333, (online).
- Sur les espaces fonctionels dont le source est le classifiant d’un {\displaystyle p}-group abélien élémentaire. In: Publications Mathématiques de l'IHÉS. Bd. 75, 1992, S. 135-244.
- mit Jean Barge: Suites de Sturm, indice de Maslov et périodicité de Bott (= Progress in Mathematics. 267). Birkhäuser, Basel u. a. 2008, ISBN 978-3-7643-8709-9.
- mit Gaëtan Chenevier: Automorphic Forms and Even Unimodular Lattices. Kneser Neighbors of Niemeier Lattices (= Ergebnisse der Mathematik und ihrer Grenzgebiete. Folge 3, 96). Springer, Cham 2018, ISBN 978-3-319-95890-3.